# Геокарпія

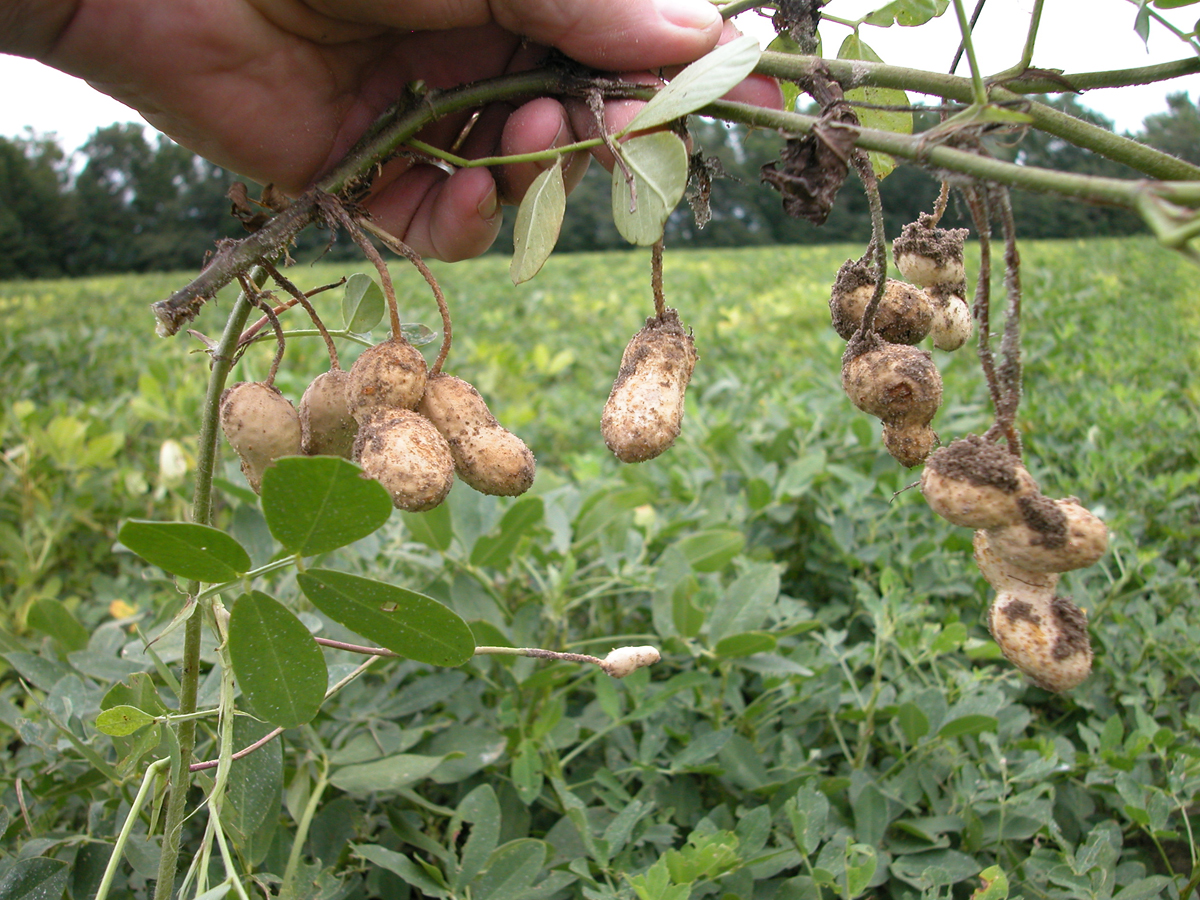
Підземні плоди арахісу

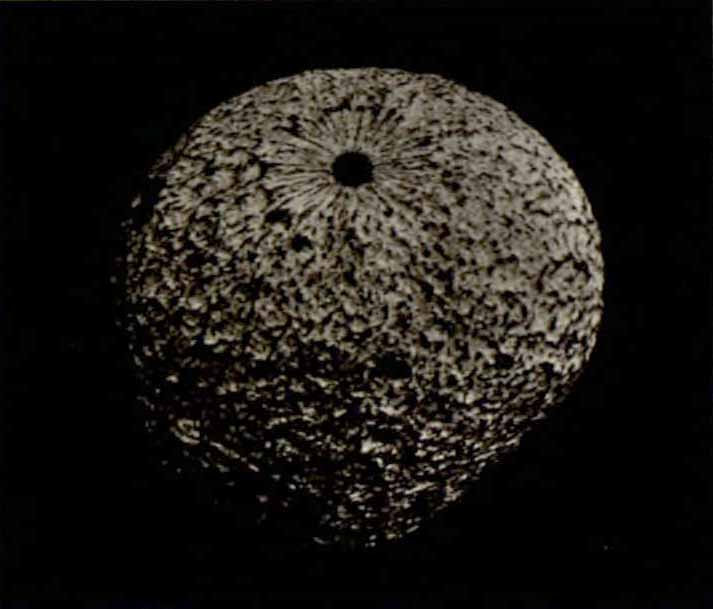
Підземний плід Cucumis humifructus

Геокарпія (грецьких слів «земля» та грец. καρπός — «плід») спосіб плодоношення шляхом впровадження в ґрунт зав'язі чи плоду. Зустрічається в арахісу, одного з видів конюшини і інших рослин. Плоди потрапляють у ґрунт зазвичай унаслідок складних і своєрідних вигинів плодоніжки. В арахісу під зав'яззю утворюється особливий орган — гінофор, який росте, поки не втисне зав'язь у ґрунт на глибину до 10 см, потім ріст його припиняється і починає формуватися плід.
Cucumis humifructus зариває плоди так глибоко (150—300 мм.), що насіння не може прорости. Тому їхнє розповсюдження повністю залежиться від трубкозубів, що шукають соковиті плоди під землею під час посухи, поїдають їх і розносять насіння зі своїми фекаліями.

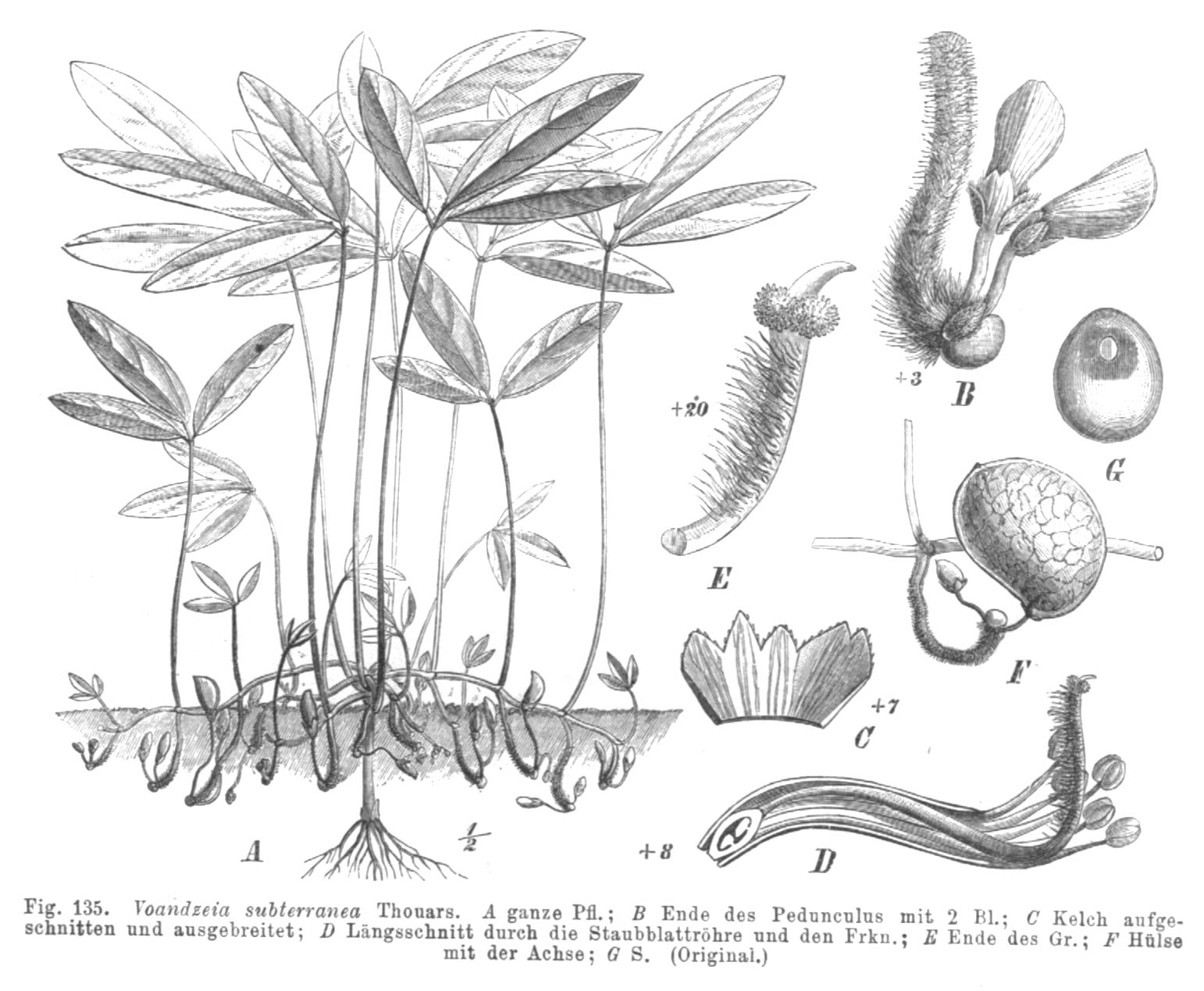
Vigna subterranea

Стручки поширеної в Африці сільськогосподарської культури Vigna subterranea дозрівають під землею.